# 上海仙霞網球中心
上海仙霞網球中心又稱上海市仙霞網球中心或仙霞網球中心，是位於中華人民共和國上海市長寧區虹橋路的一個網球場，是上海市体育运动委员会為中華人民共和國第八屆全國運動會而建造的網球場，於1997年8月建成。上海仙霞網球中心佔地面積38455平方米（一說19950平方米），總建築面積20651平方米。上海仙霞網球中心有四片室外网球场和一个4000名观众的室内中央球场。室内中央球场場地面積為42米*12米。2019年，上海市体育局成立上海市体育场馆设施管理中心，招募企业运营上海市体育局旗下的體育场馆。2020年，上海久事体育产业发展 (集团) 有限公司中標成为仙霞网球中心2020年之後5年的运营方。